# 源朝任
源 朝任（みなもと の あさとう）は、平安時代中期の公卿。宇多源氏、大納言・源時中の七男。官位は従三位・参議。二條別當を号す。

## 経歴
一条朝の長保3年（1001年）元服する。加冠は春宮大夫・藤原道綱で、理髪は蔵人弁・藤原朝経が務めた。7,8人の公卿や10余人の殿上人が参会している。
長保5年（1003年）従五位下に叙爵し、侍従次いで左衛門佐に任官する。寛弘3年（1006年）正月に従五位上・少納言に叙任され、3月9日に少納言として初めて外記政を行った。寛弘7年（1010年）五位蔵人に補任されるとともに、右近衛少将次いで左近衛権少将に任ぜられる。
寛弘8年（1011年）6月に三条天皇が即位すると蔵人を去るが、同年10月に正五位下に叙せられ、寛弘9年（1012年）正月には改めて五位蔵人に再任されている。長和2年（1013年）従四位下、長和3年（1014年）右近衛中将、長和5年（1016年）従四位上次いで正四位下、長和6年（1017年）左近衛中将と三条朝から後一条朝初頭に書けて近衛次将を務めながら順調に昇進した。
寛仁3年（1019年）蔵人頭に補され、治安3年（1023年）に参議に任ぜられ公卿に列す。万寿3年（1026年）右衛門督を、長元2年（1029年）には検非違使別当も兼帯した。同年従三位に昇叙された。
長元7年（1034年）9月16日薨去。享年46。歌人の大弐三位との交流が知られている。

## 官歴
註釈の無いものは『公卿補任』による。
- 長保3年（1001年） 12月19日：元服[2]
- 長保5年（1003年） 正月7日：従五位下（前東三條院御給）。正月30日：侍従。12月：左兵衛佐
- 寛弘3年（1006年） 正月7日：従五位上（佐労）。正月18日：少納言。4月8日：服解。9月：復任
- 寛弘7年（1010年） 正月9日：五位蔵人。2月16日：右近衛少将。11月25日：左近衛権少将
- 寛弘8年（1011年） 10月12日：正五位下（東宮御給）
- 寛弘9年（1012年） 正月27日：兼美作権介。正月28日：新帝蔵人
- 長和2年（1013年） 正月6日：従四位下（少将労）、少将如元、還昇
- 長和3年（1014年） 3月28日：右近衛中将
- 長和5年（1016年） 正月6日：従四位上、中将如元。6月2日：正四位下（車駕自上東門院還御一條院次有此賞、御傍親）
- 長和6年（1017年） 正月：兼備前権守。3月15日：左近衛中将
- 寛仁2年（1018年） 正月25日：兼備後権守
- 寛仁3年（1019年） 12月21日：蔵人頭（頭中将）
- 治安3年（1023年） 12月25日：参議、去中将
- 治安4年（1024年） 正月26日：兼備中権守
- 万寿3年（1026年） 10月26日：兼右衛門督
- 長元2年（1029年） 正月7日：従三位（参議労）。正月29日：兼備前守。12月27日：検非違使別当
- 長元7年（1034年） 9月16日：薨去

## 系譜
- 父：源時中
- 母：藤原安親の娘
- 妻：源俊賢の娘
  - 男子：源師良
- 妻：主殿頭貞科の娘
  - 男子：源有章（?-1064）[3]
- 妻：源頼国の娘
  - 男子：源朝実[4]
- 生母不明の子女
  - 男子：源定長
  - 男子：定観
  - 男子：永尊
  - 女子：藤原資房室
  - 女子：藤原経任室